# Alberto Caiazza
Alberto Caiazza (Firenze, 31 agosto 1966) è un attore e imitatore italiano.
È noto al pubblico per la sua abilità di imitatore rumorista e per aver recitato nel film del 1999 Bagnomaria diretto da Giorgio Panariello.

## Biografia
Sin da piccolo iniziò a imitare i primi rumori, e il suo interesse in quel campo è cresciuto col tempo. La sua prima apparizione televisiva avvenne nell'estate del 1988, nella trasmissione La Corrida - Dilettanti allo sbaraglio, classificandosi primo. In quell'occasione egli fu elogiato dal presentatore Corrado che gli consigliò di continuare la sua attività di rumorista. Nell'estate del 1991 partecipò ai provini per la trasmissione Stasera mi butto su Rai 2 e divenne ospite di tutte le puntate essendosi rivelato la novità del programma. Da ottobre del 1991 fino a giugno del 1992 fu di scena in nella commedia Patapunfete a fianco di Oreste Lionello e Pamela Prati.
Dal 21 novembre 1991 partecipò a tutte le puntate di Crème Caramel nel varietà televisivo di Rai 1. Successivamente fu ospite nel programma Ciao Weekend, condotto da Giancarlo Magalli, trasmesso su Rai 2, e nello stesso anno girò quattro spot pubblicitari per Piaggio. Partecipò a quattro puntate del programma Sereno variabile ed in una delle puntate televisive della trasmissione Servizio a domicilio condotta da Giancarlo Magalli; successivamente fu ospite nella trasmissione Domenica in su Rai 1. Grazie a queste partecipazioni venne nominato "personaggio rivelazione" della stagione televisiva 1991.
Negli anni '90 e 2000 Caiazza si esibì in altre trasmissioni, tra cui Maurizio Costanzo Show (dove era ospite saltuariamente), Il grande gioco dell'oca di Gigi Sabani, Beato tra le donne con Paolo Bonolis e Rose rosse con Pippo Franco. Partecipò inoltre a diverse puntate nel programma per bambini Solletico di Rai 1. Nel gennaio 1999 recitò in Bagnomaria a fianco del comico Giorgio Panariello nella parte di un DJ. Negli anni 2000 appare saltuariamente in alcuni programmi televisivi, tra cui I raccomandati su Rai 1 nella puntata del 15 gennaio 2011, oppure ancora Tu si que vales (su Canale 5, nel 2014), partecipando come concorrente. Tra le sue imitazioni di rumori più celebri, si ricordano il treno, la batteria, la Ferrari, il basso, le Frecce Tricolori e l'Apecar.

## Vita privata
Alberto Caiazza lavora come aviatore nell'Aeronautica.

## Programmi televisivi
- La Corrida - Dilettanti allo sbaraglio (Canale 5, 1988)  Concorrente
- Stasera mi butto (Rai 2, 1991)  Ospite fisso
- Crème Caramel (Rai 1, 1991)  Ospite fisso
- Ciao Weekend (Rai 2, 1991)  Ospite fisso
- Sereno variabile (Rai 2)  Ospite
- Servizio a domicilio (Rai 1, 1992)  Ospite
- Domenica in (Rai 1)  Ospite
- Maurizio Costanzo Show (Canale 5)  Ospite
- Il grande gioco dell'oca (Rai 2,1993-1994) Ospite
- Beato tra le donne (Canale 5, 1994-1997)  Ospite
- Rose rosse (Canale 5, 1996)  Ospite
- Solletico  (Rai 1)  Ospite
- I raccomandati  (Rai 1, 2011)  Ospite
- Tú sí que vales  (Canale 5, 2014)  Concorrente
- LOL Talent Show: chi fa ridere è dentro (Prime Video, 2024)

## Filmografia

### Televisione
- Patapunfete (1992)[7]

### Cinema
- Bagnomaria, regia di Giorgio Panariello (1999)[8]

### Pubblicità
- Piaggio (1991)